# Kurt Atterberg

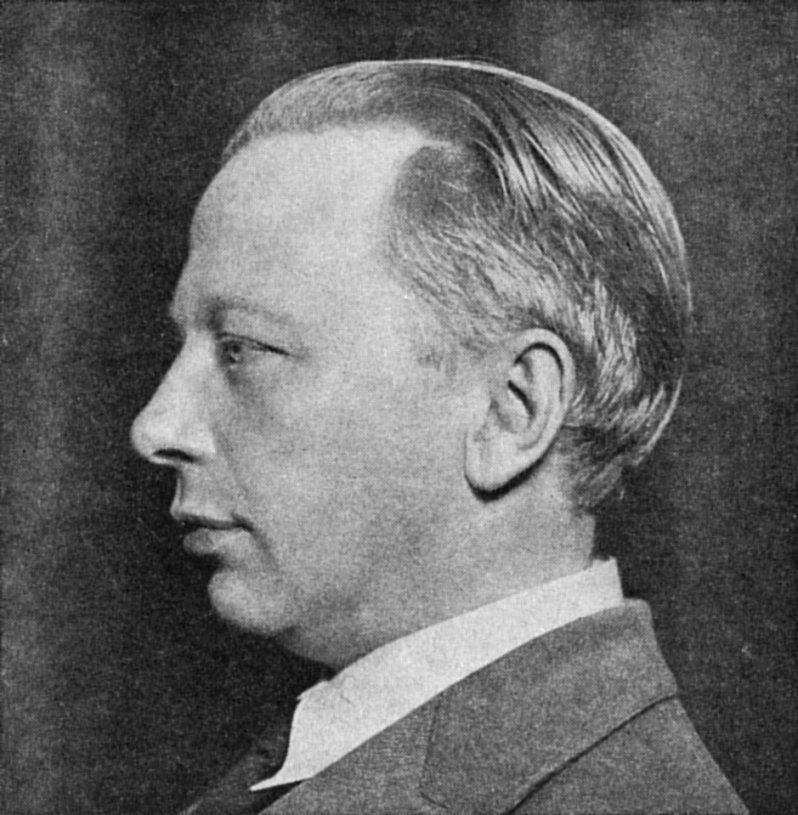
Kurt Atterberg

Kurt Magnus Atterberg (* 12. Dezember 1887 in Göteborg; † 15. Februar 1974 in Stockholm) war ein schwedischer Komponist, Dirigent und Musikkritiker.

## Leben
Kurt Atterberg nahm in seiner Heimatstadt Cellounterricht. Dann wurde er an der Technischen Hochschule in Stockholm zum Ingenieur ausgebildet und arbeitete von 1912 bis 1968 am Königlichen Patentamt, ab 1936 in leitender Stellung. 
Trotz eines kurzen Kompositionsstudiums 1910/11 am Stockholmer Konservatorium bei Andreas Hallén und einiger Studien in Deutschland war Atterberg musikalisch weitgehend Autodidakt. 1916 bis 1922 war er Dirigent am Königlichen Dramatischen Theater sowie 1924 bis 1947 Präsident der Vereinigung schwedischer Komponisten; außerdem schrieb er von 1919 bis 1957 Musikkritiken für die Zeitung Stockholms-Tidningen.
Im Jahre 1915 heiratete er die Pianistin Ella Peterson, von der er sich 1923 scheiden ließ.
Im Jahre 1922 gelang ihm mit der Aufführung seiner 3. und 4. Sinfonie der Durchbruch in Deutschland. Besonderen Ruhm erlangte seine sechste Sinfonie, mit der er den Internationalen Schubert-Wettbewerb 1928 der Schallplattenfirma Columbia zum 100. Todestag Franz Schuberts gewann und die seitdem den Titel „Dollarsinfonie“ trägt (die ausgelobte Prämie betrug 10.000 US$). Sie wurde 1929 in Köln uraufgeführt.
Während der Zeit des Nationalsozialismus wurde die Zusammenarbeit mit deutschen Komponisten und Librettisten noch intensiviert. Seine Sinfonien wurden von bedeutenden Dirigenten wie Wilhelm Furtwängler oder Arturo Toscanini aufgeführt. Insbesondere seine Opern Fanal und Aladin wurden in deutschen Opernhäusern aufgeführt, allerdings nur in regionalen, nicht in den Metropolen. Seine standhafte Befürwortung der nationalsozialistischen Kulturpolitik wird dadurch unterstrichen, dass er von 1935 bis 1938 als Generalsekretär des Ständigen Rats für die internationale Zusammenarbeit der Komponisten, einer Organisation der Reichsmusikkammer, fungierte.
Nach dem Zweiten Weltkrieg wurde Atterberg, auch wegen antisemitischer Äußerungen in seiner Korrespondenz, als NS-Sympathisant beschuldigt. Eine von ihm beantragte Untersuchung durch die Kungliga Musikaliska Akademien entlastete ihn formal davon. In der Folge wurde Atterberg von vielen Kollegen gemieden und wurde zu einer Randfigur. Zum Beispiel musste 1952 seine überarbeitete erste Oper Härvards Heimkehr nach der Premiere abgesetzt werden, da für die nächste Aufführung zu wenige Karten verkauft wurden.
Zusammen mit Ture Rangström war Atterberg der führende Tonsetzer der zweiten Generation schwedischer Spätromantiker und damit mit diesem zusammen gleichsam Fortsetzer der durch Wilhelm Peterson-Berger, Wilhelm Stenhammar und Hugo Alfvén begründeten Tradition. Er war ein Befürworter der Idee, dass romantische Musik die nationale Identität stärken sollte, während seine Gegner den Charakter moderner Musik als übernational und kosmopolitisch definierten. Während seine fünf Opern in Vergessenheit gerieten, sind seine neun Sinfonien wieder häufiger zu hören.
Er war ein Neffe des Chemikers Albert Mauritz Atterberg.

## Werke

### Bühnenwerke
Opern
- Härvard der Harfner op. 12 (1916–1918; 1952 überarbeitet zu Härvards Heimkehr)
- Wogenroß op. 24 (1923–1924)
- Fanal op. 35 (1929–1932)
- Aladin op. 43 (1936–1941)
- Der Sturm op. 49 (1946–1947)

Ballette
- Per Schweinehirt op. 9 (1914–1915)
- Ballettskizzen (1919)
- Die törichten Jungfrauen op. 17 (1920)

Schauspielmusik
- Jefta (1913)
- Mats und Petter (1915)
- Schwester Beatrice (1917)
- Perseus och vidundret op. 13 (1918)
- Turandot (1920)
- Der Sturm op. 18 (1921)
- Die drei Tanten (1923)
- Ein Wintermärchen (1923)
- Hassan (1925)
- Antonius und Kleopatra (1926)

### Orchesterwerke
Sinfonien
- Nr. 1 in h-Moll op. 3 (1909–11)
- Nr. 2 in F-Dur op. 6 (1911–1913)
- Nr. 3 in D-Dur op. 10 „Västkustbilder (Bilder der Westküste)“ (1914–1916)
- Nr. 4 in g-Moll op. 14 „Sinfonia piccola“ (1918)
- Nr. 5 in d-Moll op. 20 „Sinfonia funebre“ (1919–1922)
- Nr. 6 in C-Dur op. 31 „Dollarsinfonie“ (1927–1928)
- Nr. 7 in a-Moll op. 45 „Sinfonia romantica“ (1942–1943)
- Nr. 8 in e-Moll op. 48 (1944)
- Nr. 9 in b-Moll op. 54 „Sinfonia visionaria“ für Solostimmen, Chor und Orchester (1955–1956)

Orchestersuiten
- Orchestersuite Nr. 1 „Orientalische Suite“ (1913)
- Orchestersuite Nr. 2 (1915)
- Orchestersuite Nr. 3 op. 19,1 (1917)
- Orchestersuite Nr. 4 op. 19,2 „Turandot“ (1920)
- Orchestersuite Nr. 5 op. 23 „Suite barocco“ (1923)
- Orchestersuite Nr. 6 op. 30 „Orientalische Legende“ (1925)
- Orchestersuite Nr. 7 op. 29 (1926)
- Orchestersuite Nr. 8 op. 34 „Suite pastorale in modo antico“ (1931)
- Orchestersuite Nr. 9 op. 47 „Suite drammatica“ (1944)

Konzerte
- Rhapsodie op. 1 für Klavier und Orchester(1909)
- Violinkonzert e-Moll op. 7 (1913)
- Cellokonzert c-Moll op. 21 (1922)
- Hornkonzert a-Moll op. 28 (1926)
- Klavierkonzert b-Moll op. 37 (1935)
- Doppelkonzert für Violine, Violoncello und Streicher op. 57 (1959–1960)

Weitere Orchesterwerke
- Konzertouvertüre a-Moll op. 4 (1910)
- Rondeau rétrospectif op. 26 (1925)
- Der Fluss. Sinfonische Dichtung op. 33 (1929)
- Värmland-Rhapsodie op. 36 (1933)
- Ballade und Passacaglia op. 38 (1935)
- Konzertouvertüre op. 41 (1940)
- Rondeau caractéristique op. 42 (1940)
- Aladin. Ouvertüre op. 44 (1941)
- Indische Weisen op. 51 (1950)
- Schwedisches Sommerfest (1957)
- Ballade ohne Worte op. 56 (1958)
- Vittorioso op. 58 (1962)

### Werke für Blasorchester
- De fåvitska jungfrurna Rhapsodie Arr. von Gösta Morberg
- Marica trionfale della bella Lucia

### Kammermusik
- Streichquartette
  - Nr. 1 D-Dur op. 2 (1909)
  - Nr. 2 op. 11 (1918)
  - Nr. 3 D-Dur op. 39 (1937)
- Variationen und Fuge für Streichquartett op. 46 (1944)
- Klavierquintett C-Dur op. 31 (1928/42)
- Violin-/Cellosonate h-Moll op. 27 (1925)
- 2 Herbstballaden op. 15 für Klavier (1918)

### Vokalwerke
- Requiem op. 8 für Solostimmen, Chor und Orchester (1914)
- Järnbäraland op. 16 für Solostimmen, Chor und Orchester (1919)
- Das Lied op. 25 für Singstimmen (Chor ad lib.) und Orchester (1925)
- Das Land des Gesanges op. 32 für Singstimmen (Chor ad lib.) und Orchester (1928)